# Яворський Анатолій Степанович
Анатолій Степанович Яво́рський (нар. 10 жовтня 1931, Жмеринка Вінницької області) — український інженер-гідротехнік. Дійсний член Академії будівництва України (від 1994 року). Лауреат Шевченківської премії (1983).

## Біографія
1955 року закінчив Одеський гідротехнічний інститут. Після закінчення навчального закладу працював інженером тресту «Донбасканалбуд» у Горлівці, у 1957—1958 роках — начальником дільниці управління «Доменбуд» у Донецьку. Далі повернувся в Горлівку, працював у тресту «Єнакієвважбуд»: від 1958 року — заступником головного інженера, від 1960 року — головним технологом. 1962 року ще раз перебрався до Донецька, де до 1967 року був головним інженером тресту «Донецькметалургбуд».
Від 1967 року Анатолій Яворський працював у Києві: до 1970 року — начальником головного управління по будівництву підприємств металургійної промисловості Мінважбуду УРСР. Далі — заступником керуючого відділом будівництва управління, у 1974—1991 роках — заступником керуючого справами Ради Міністрів УРСР. Від 1991 року він — заступник державного секретаря, у 1992—1996 роках — заступник міністра Кабінету Міністрів України.
Під час реставрації Маріїнського палацу в Києві Яворський був керівник авторського колективу, брав активну участь у творчому процесі проектування, реставрації й обладнання палацу. За ескізами і малюнками Анатолія Яворського розроблено проекти інтер'єрів майже всіх основних приміщень палацу, фасадів, упорядкування й озеленення територій, що прилягають до палацу.
1983 року роботу Анатолія Яворського як керівника авторського колективу під час реставрації у 1980—1982 роках пам'ятки архітектури XVIII століття — Маріїнського палацу в Києві — було відзначено Державною премією України імені Тараса Шевченка. Разом із ним лауреатами стали технік-архітектор Вадим Глибченко, архітектор і мистецтвознавець Ірина Іваненко, архітектори Лев Новиков і Віталій Шкляр, інженер Аркадій Хабінський і скульптор Євген Куликов.